# Aides spécialisées à dominante rééducative au sein de l'Éducation nationale en France
 (février 2013).
Si vous disposez d'ouvrages ou d'articles de référence ou si vous connaissez des sites web de qualité traitant du thème abordé ici, merci de compléter l'article en donnant les références utiles à sa vérifiabilité et en les liant à la section « Notes et références ».
En France, les "enseignants chargés d'aides spécialisées à dominante rééducative", communément appelés "rééducateurs de l'Éducation nationale" ou "maîtres G", étaient des professeurs des écoles ayant bénéficié d'une formation supplémentaire diplômante après plusieurs années d'exercice en qualité d'enseignant non-spécialisé. Il existait des maîtres G dans l'enseignement public et dans l'enseignement privé.
Aujourd'hui, ils sont remplacés par les enseignants spécialisés à dominante relationnelle. 

## Place dans l'institution
Les rééducateurs de l'Éducation nationale intervenaient généralement dans les écoles maternelles et élémentaires ; ils faisaient alors partie des "réseaux d'aides spécialisées aux élèves en difficulté" (RASED) qui comprennaient également des psychologues scolaires et des enseignants chargés d'aides spécialisées à dominante pédagogique (appelés communément "maîtres E"). Certains exercaient dans un établissement spécialisé ou un centre médico-psycho-pédagogique (CMPP).

## Fonction
Avec les enfants, les rééducateurs de l'Éducation nationale utilisaient principalement la médiation du jeu à des fins d'ajustement des comportements, d'amélioration de l'autocontrôle des émotions ou des pulsions, d'instauration ou de restauration de l'estime de soi et du désir d'apprendre. Ce travail à l'interface des sphères affective et cognitive aidait l'élève à s'adapter aux exigences du milieu scolaire et à entrer avec plus d'efficacité dans les apprentissages. La fonction de rééducateur de l'Éducation nationale française présentait de fortes similitudes avec celle de play therapist dans les pays anglo-saxons.
Les rééducateurs de l'Éducation nationale prenaient les élèves individuellement ou par petits groupes de trois ou quatre. Les rééducations duraient souvent une année scolaire, mais pouvaient également être plus courtes. Les décisions de prise en charge étaient généralement prises à l'issue d'une réunion de synthèse regroupant le personnel du RASED ; l'accord des parents est requis.

## Formation et identité professionnelle
Les rééducateurs de l'Éducation nationale étaient formés dans des Ecoles Supérieures du Professorat et de l'Education (ESPE). La formation, sanctionnait par un examen, dure un an ; elle était entrecoupée de périodes d'exercice de la fonction au sein d'un RASED.
Si, pour des raisons en partie explicables par l'histoire de la psychologie clinique en France, les thèses freudiennes tiennent une place significative dans les contenus de la formation, cette référence ne transparaissaient guère, de fait, dans une pratique étayée pour une bonne part par une praxéologie propre à la profession.
Bien que la rééducation influait sur les conditions premières de la réussite des élèves, à savoir l'adaptation à l'école et le désir d'apprendre, et tenait par conséquent une place particulièrement importante dans le système scolaire, l'identité professionnelle des maîtres G ne semblait pas toujours évidente aux yeux du public, voire du personnel de l'Éducation nationale.  Cet état de fait n'était pas sans lien avec le statut du maître G et la manière dont la fonction a été définie par l'institution. Ainsi, le rééducateur de l'Éducation nationale appartenaient à un corps enseignant (celui des professeurs des écoles), il était appelé dans les textes réglementaires "enseignant chargé d'aides spécialisées à dominante rééducative" alors qu'en réalité il n'enseigne pas. Il n'est pas recruté avec un diplôme universitaire de psychologie bien qu'un nombre significatif d'enseignants du premier degré non-spécialisés en disposait et que les fondements théoriques de son métier se situaient nettement dans ce champ disciplinaire. Sa formation initiale telle qu'elle est définie par les textes réglementaires n'incluait par exemple que des "éléments essentiels de psychopathologie" et ne se différenciait pas sur ce point (du moins dans la réglementation) de celle prévue pour d'autres catégories de personnels spécialisés assurant eux clairement des fonctions d'enseignement ; s'il l'estimait utile, le rééducateur pensait devoir acquérir ces connaissances complémentaires par la voie de l'autodidaxie. Selon les rééducateurs ou les maitres G l'institution affichait donc une distanciation relative de la rééducation par rapport à la psychologie clinique (et aux diverses thérapies qui lui sont liées), bien que l'objet du travail du maître G se situait dans les domaines de l'affect et du comportement ; la non-qualification en France de la rééducation comme "thérapie", contrairement à l'usage dans les pays anglo-saxons où l'on n'hésite pas à utiliser le terme "play therapy" pour une pratique similaire, est l'un des révélateurs de ce positionnement  (il convient de noter que, bien souvent, dans les milieux éducatifs français, le terme "psychothérapie" - et même "thérapie", lorsqu'il s'agit du domaine affectif et comportemental - renvoie exclusivement à la pratique psychanalytique freudienne).  Ainsi, l'identité professionnelle du maître G a davantage été modelée par l'histoire de l'institution rééducative et sa reconnaissance incomplète, hypothèse plausible, et aussi par son souci d'éviter des rivalités corporatives (avec les psychologues, les psychothérapeutes, les psychanalystes) mais aussi par la nature même de la fonction qui se situe dans l'entre-deux. La prévalence probable, dans ce domaine, des contraintes procédant de la nécessité d'un fonctionnement non-conflictuel de l'institution (choix compréhensible compte tenu du contexte) sur l'utilité fonctionnelle constituait une spécificité française.